# Деловой туризм
Деловой туризм (англ. business travel), также называемый корпоративный туризм (corporate travel) — область индустрии туризма, обеспечивающая организацию и управление командировками (деловыми поездками) сотрудников различных компаний.

## Статистика
По данным Всемирного совета по туризму и путешествиям (World Travel & Tourism Council, WTTC), в 2015 году объём мирового рынка делового туризма превысил $1,106 трлн. По итогам 2016 года расходы на деловые поездки выросли до $1,150 трлн. Большие потери глобальный рынок делового туризма понёс в 2020 году в связи с пандемией COVID-19 — падение на 53,8 % до $661 млрд, причём восстановления в 2021 году не последовало. Оно началось только в 2022 году — рынок вырос сразу на 47,3 % и превысил $1 трлн. Рост продолжился и в 2023 году, к его завершению Международная ассоциация делового туризма (Global Business Travel Association; GBTA) прогнозировала обороты около $1,36 трлн, а к концу 2024 года — $1,5 трлн. Предполагаемая оценка глобального рынка делового туризма к 2026 году составляет $1,658 трлн, ежегодный прирост прогнозируется в среднем значении 3,7 %. Наиболее активными потребителями услуг делового туризма во всем мире в 2023 году были такие отрасли, как производство (33,0 % от всего объёма закупленных услуг), административный сектор (14,1 %), коммунальные услуги (10,8 %), коммуникации (5,2 %).
Согласно отчёту Международной ассоциации делового туризма, по состоянию на 2013 год 89 % всех расходов на деловые поездки — в сумме $984 млрд — приходились на Азиатско-Тихоокеанский регион, Западную Европу и Северную Америку. При этом АТР был крупнейшим в мире рынком делового туризма (38 % от общемирового): с 2000 года его объём удвоился — до $392 млрд в 2013 году. Наиболее быстрый рост отмечался также в трёх странах БРИКС — Китае, Индии и России. Пятёрку рынков делового туризма среди стран в 2013 году возглавили США, на втором месте — Китай. С большим отрывом за ними следовали Япония, Германия и Великобритания; Россия располагалась на 11-м месте.
Табл.1. Самые крупные рынки делового туризма, по странам,
2023 (2017)
| N, 2023 (2017) | Страна           | Объём рынка, $млрд 2023 (2017) | Годовой прирост 2022-2023, % | CAGR 2017-2021, % |
| -------------- | ---------------- | ------------------------------ | ---------------------------- | ----------------- |
| 1 (1)          | КНР              | 361 (347)                      | 39                           | 8,3               |
| 2 (2)          | США              | 329 (292)                      | 25                           | 3,9               |
| 3 (3)          | Германия         | 70 (72)                        | 38                           | 9,0               |
| 4 (4)          | Япония           | 65 (64)                        | 69                           | 0,8               |
| 5 (5)          | Великобритания   | 44 (50)                        | 43                           | 9,5               |
| 6 (6)          | Франция          | 42 (40)                        | 28                           | 7,8               |
| 7 (9)          | Италия           | 34 (34)                        | 43                           | 12,5              |
| 8 (8)          | Республика Корея | 33 (36)                        | 44                           | 3,9               |

В 2014 году Россия опустилась в мировом рейтинге на 14-15 место, а расходы на деловые поездки упали на 4,5 % в годовом исчислении — до $21 млрд, хотя объём внутреннего делового туризма увеличился на 5 %.
По оценкам «АБТ-ACTE Russia», приводимым в ежегодном отраслевом исследовании Yearbook, в 2013 году объём российского рынка делового туризма составлял около 471 млрд рублей, а в 2014 году вырос на 19 % — до 560 млрд рублей. При этом прогнозы на 2015 год были негативными, учитывая рост цен на услуги поставщиков и туристических агентств, а также общую нестабильную финансово-экономическую ситуацию в России и в мире.
В 2015 году WTTC прогнозировала, что к 2020 году объём деловых поездок в России достигнет $18,4 млрд при ежегодном росте в 5,9 %.
Подводя итоги 2023 года по России, эксперты Союза агентств делового туризма отметили:
- Рост объёма командировок по России на 16 % по отношению к 2022 (-12 % к 2019);
- Количество международных командировок выросло на 33 % (-17 % к 2019), а их доля достигла 16 % (13 % в 2022, 21 % в 2019);
- Среди самых популярных направлений для командировок в России — Москва, Санкт-Петербург, Новосибирск, Екатеринбург и Сочи.

В 2024 году объём рынка делового туризма в России вырос на 25 % к 2023 году, страну с деловыми визитами посетило около 400 тыс. иностранных граждан. Однако Союз агентств делового туризма спрогнозировал снижение темпов роста этого рынка в 2025 году до 15 % с выходом на суммарный оборот в 1,21 трлн руб, а другие эксперты предсказывают темп роста в 10 %.

## История и факторы развития
Деловой туризм возник ещё в период античности и, прежде всего, был связан с торговлей. Зарождение торговых отношений между местными общинами и постепенное расширение рынка сбыта земледельческой продукции привело к появлению первых туристов, отправляющихся в путь по роду деятельности (в ту пору это были ремесленники и мелкие торговцы). Создание античных империй и растущее число торговых путей стимулировало развитие сферы деловых путешествий.
В Средние века новый толчок ей дало возникновение ярмарки как формы торговли. Расцвет Великого шёлкового пути привёл к появлению первых «систем обслуживания» деловых путешественников: караван-сараев и транспортных организаций (в лице погонщиков и торговцев верблюдами, а также гидов-проводников).
Великие географические открытия стали резким скачком в развитии экономики и торговли, и, как следствие, международного делового туризма. В этот период категории деловых путешествий уже не ограничивались только торговлей: туристами становились священники и миссионеры, паломники, временные трудовые мигранты, перебирающиеся в крупные города из сельской местности, и особенно часто наёмные солдаты и легионеры.
С наступлением индустриальной эпохи (с 1750 по 1900 годы) увеличился объём промышленной продукции, нуждавшейся в транспортировке и сбыте, что привело к появлению новой категории деловых путешественников — коммивояжёров. В этот период на развитие делового туризма значительно повлияли рост торговли с колониями европейских держав и железнодорожный бум, позволивший перемещаться быстрее и на более дальние расстояния без чрезмерной потери времени и денег.
В XX веке развитию делового туризма был дан более мощный импульс, чем за все предыдущие столетия. При этом центр развития рынка отрасли сместился из Европы в США. После 1950-х годов произошёл бум делового туризма, чему способствовали такие факторы, как общий экономический рост, расширение зоны свободной торговли, совершенствование транспорта и путей сообщения, глобализация, появление новых отраслей экономики, требующих глобального маркетинга и поддержки пользователей и клиентов (например, ИТ) и др.
Со времён античности в Европе было лишь несколько периодов упадка в сфере делового туризма: «Тёмные века», пандемия чумы, мировые войны и пандемии COVID-19.
Новой формой и направлением делового туризма, которое стало расти особенно быстро после пандемии COVID-19 стал bleisure туризм (от «business + leisure») — схема деловых поездок, в которых отводится несколько дней на отдых.

## Крупнейшие в миреагентства
В 2014 году издание Travel Weekly составило рейтинг туристических агентств на основе показателя объёма продаж. Возглавила список корпорация Expedia Inc., в которую входит ТМС Egencia, на втором месте — The Priceline Group, владеющая такими брендами, как Booking.com, Agoda и KAYAK. Следующие четыре места получили туристические агентства, специализирующиеся на сегменте делового туризма, — American Express, Carlson Wagonlit Travel (CWT), BCD Travel и HRG (Hogg Robinson Group). В пятнадцать первых компаний вошли также такие крупные турфирмы, как Orbitz Worldwide и Omega World Travel.
По результатам опроса, проведённого в 2014 году АБТ-ACTE Russia, свыше половины компаний в России (51,28 %) пользуются услугами только одного туристического агентства, тогда как 38,46 % обращаются сразу к двум, а 10,26 % — к трём и более. При этом 23,1 % компаний ежегодно или раз в два года проводят тендер по выбору агентства делового туризма, 35,9 % делают это раз в три года, а 41 % — ещё реже.
В исследовании, подготовленном РБК в 2019 году, был проведён комплексный анализ российского рынка делового туризма. Среди ведущих российских бизнес-трэвел агентств были названы: «Аэроклуб», «Таларии», ATH American Express, Business Travel Bureau, IBC Corporate Travel, OneTwoTrip for Business, Ozon.Travel, Smartway, Starliner, Unifest, Uts.Business travel и Zelenski Corporate Travel Solutions. Повторное аналогичное исследование было проведено в 2023 году.

## Ассоциации
На профессиональном уровне отрасль делового туризма представляют две международные ассоциации — Ассоциация корпоративных управляющих деловыми поездками (Association of Corporate Travel Executives, ACTE) и Международная ассоциация делового туризма (Global Business Travel Association, GBTA).
ACTE была основана в США в 1988 году. В настоящее время её членами являются корпоративные покупатели, тревел-менеджеры и поставщики из более чем 100 стран, а мероприятия посещают свыше 30 тысяч человек по всему миру. Ассоциация выступает за новаторство и развитие в сфере образования и технологий, её миссия — возможность открытого диалога между участниками отрасли за счёт образовательных инициатив, отстаивания профессиональных интересов и исследовательской работы во благо международного сообщества специалистов индустрии делового туризма. По всему миру ACTE проводит образовательные мероприятия в формате конференций, форумов, семинаров и вебинаров, а также ориентированную на глобальный туристический менеджмент программу «Вокруг света за 80 часов» (Around the World in 80 Hours).
GBTA, которая до 2011 года носила название NBTA (National Business Travel Association), была основана в США в 1968 году. В настоящее время она насчитывает свыше 7 тысяч членов, её штаб-квартиры находятся в Вашингтоне и Александрии, штат Вирджиния, а деятельность распространяется на шесть континентов. Совместно с созданным в 1997 году фондом GBTA Foundation ассоциация проводит образовательные и исследовательские программы, устраивает отраслевые мероприятия для сети профессионалов в области делового туризма, в которую входят более чем 28 тысяч человек. В числе таких программ — Global Leadership Professional, курс основ управления деловыми поездками Fundamentals of Business Travel Management, онлайн-тренинги, вебинары и прочее.
На региональном, национальном и местном уровнях также действуют отраслевые ассоциации, например, Африканская ассоциация делового туризма (African Business Travel Association, ABTA), Французская ассоциация туристических менеджеров (L’Association Française des Travel Managers, AFTM), Бельгийская ассоциация в сфере туристического менеджмента (Belgian Association of Corporate Travel Management, BATM), голландская Ассоциация делового туризма (Corporate Travel Association, CORTAS), Испанская ассоциация управляющих деловыми поездками (Asociación Española Gestores Viajes Empresas, AEGVE), Ассоциация делового туризма штата Техас (Texas Business Travel Association, Texas BTA), Ассоциация делового туризма Нью-Йорка (New York City Business Travel Association, NYCBTA) и другие.
В США профессиональные объединения на уровне городов и штатов аффилированы с GBTA. С этой глобальной ассоциацией связан также британский Институт индустрии туризма и деловых встреч (Institute of Travel & Meetings, ITM) — профессиональная организация, представляющая интересы свыше 2,8 тысячи корпоративных покупателей и поставщиков услуг деловых поездок в Великобритании и Ирландии.
Крупнейшие европейские ассоциации — AEGVE, AFTM, BATM, CORTAS — состоят в партнёрстве с ACTE EMEA и вместе формируют единую Европейскую сеть ассоциаций в сфере делового туризма (European Network of Associations for Corporate Travel, ENACT). Эта сеть была учреждена в Брюсселе в марте 2014 года.
В 2022 году европейские ассоциации бизнес-туризма объединились в European Network of Business Travel Associations, BT4Europe. Учредителями BT4Europe выступили 13 национальных ассоциаций — ABTA (Австрия), AEGVE (Испания), AITMM (Италия), AFTM (Франция), ASTM (Швейцария), BATM (Бельгия), CORTAS (Нидерланды), DBTA (Дания), FBTA (Финляндия), NATM (Нидерланды), NBTA (Норвегия), SBTA (Швеция) и VDR (Германия).
Также в мире существуют профессиональные организации, объединяющие исключительно агентства делового туризма (Travel Management Companies,ТМС), — такие, как GTMC в Великобритании и ATMC (Association of Travel Management Companies) в Австралии.

### В России
В России представлены обе глобальные ассоциации. О выходе на российский рынок GBTA было объявлено в январе 2013 года, официальное мероприятие по этому случаю прошло в апреле, а базовый образовательный курс «Основы бизнес-тревел менеджмента» был впервые запущен в России в ноябре 2013 года.
В 2014 году Ассоциация бизнес туризма (АБТ), крупнейшая организация в сфере делового туризма на территории России и СНГ, подписала соглашение о партнёрстве с ACTE, в рамках которого стала официально представлять интересы международной ассоциации на территории России под объединённым брендом АБТ-ACTE RUSSIA.
Членами АБТ-ACTE Russia являются туристические менеджеры, административные директора и специалисты по закупкам международных и российских корпораций, партнёрами — ведущие поставщики услуг делового туризма. В числе ключевых направлений деятельности ассоциации — развитие собственной программы аттестации в области гостиничных услуг «Аттестация бизнес- и конференц-отелей» и обучение по программам «Специалист в деловом туризме», «Тревел-менеджер» и краткосрочным образовательным программам. «Аттестации бизнес- и конференц-отелей» была создана АБТ-ACTE Russia в 2012 году в целях содействия в выборе наиболее подходящего для бизнес-путешественников средства размещения или места проведения MICE-мероприятий. В числе критериев, по которым независимые эксперты проводят инспекцию гостиниц, — качество приёма мобильной связи, наличие высокоскоростного доступа в интернет и функционального делового центра.
На фоне успешного развития российской программы аттестации ACTE в марте 2015 года запустила программу «Аккредитация бизнес- и конференц-отелей» (Business and Conference Hotels Accreditation, BCHA) на глобальном уровне. Она ориентирована на интересы и потребности корпоративных покупателей и деловых путешественников в отношении средств размещения и проведения мероприятий. Цели ACTE-BCHA заключаются в следующем:
- создать единое рыночное пространство не только для известных международных гостиничных цепочек, но и независимых и небольших гостиниц, повысить их конкурентоспособность в индустрии гостеприимства для отрасли делового туризма;
- содействовать деловым путешественникам и туристическим менеджерам в выборе наиболее подходящего средства размещения на основе достоверной информации по итогам инспекции каждой гостиницы.

Средством достижения этих целей является создание единых прозрачных стандартов для деловых и конференц-гостиниц на глобальном уровне, аккредитация гостиниц на основе специфических критериев путём регулярных личных проверок. Таким образом, даже в ходе деловой поездки в развивающуюся страну деловой путешественник сможет быть уверен, что выбранная гостиница удовлетворяет всем необходимым критериям и уровень сервиса будет высоким. При этом выбор небольшой местной гостиницы, а не крупной сетевой гостиницы, в качестве места проживания поможет добиться экономии туристического бюджета.
В 2020 году крупные российские агентства делового туризма организовали Союз агентств делового туризма (САД). В 2022 году САД стал ассоциированным членом АТОР. В САД входит 10 агентств — «Академсервис», «Аэроклуб», «Випсервис», «Демлинк» и др..
В феврале 2024 года было объявлено о создании Ассоциации туристических агрегаторов (АТАГ).

## Поставщики и организация услуг

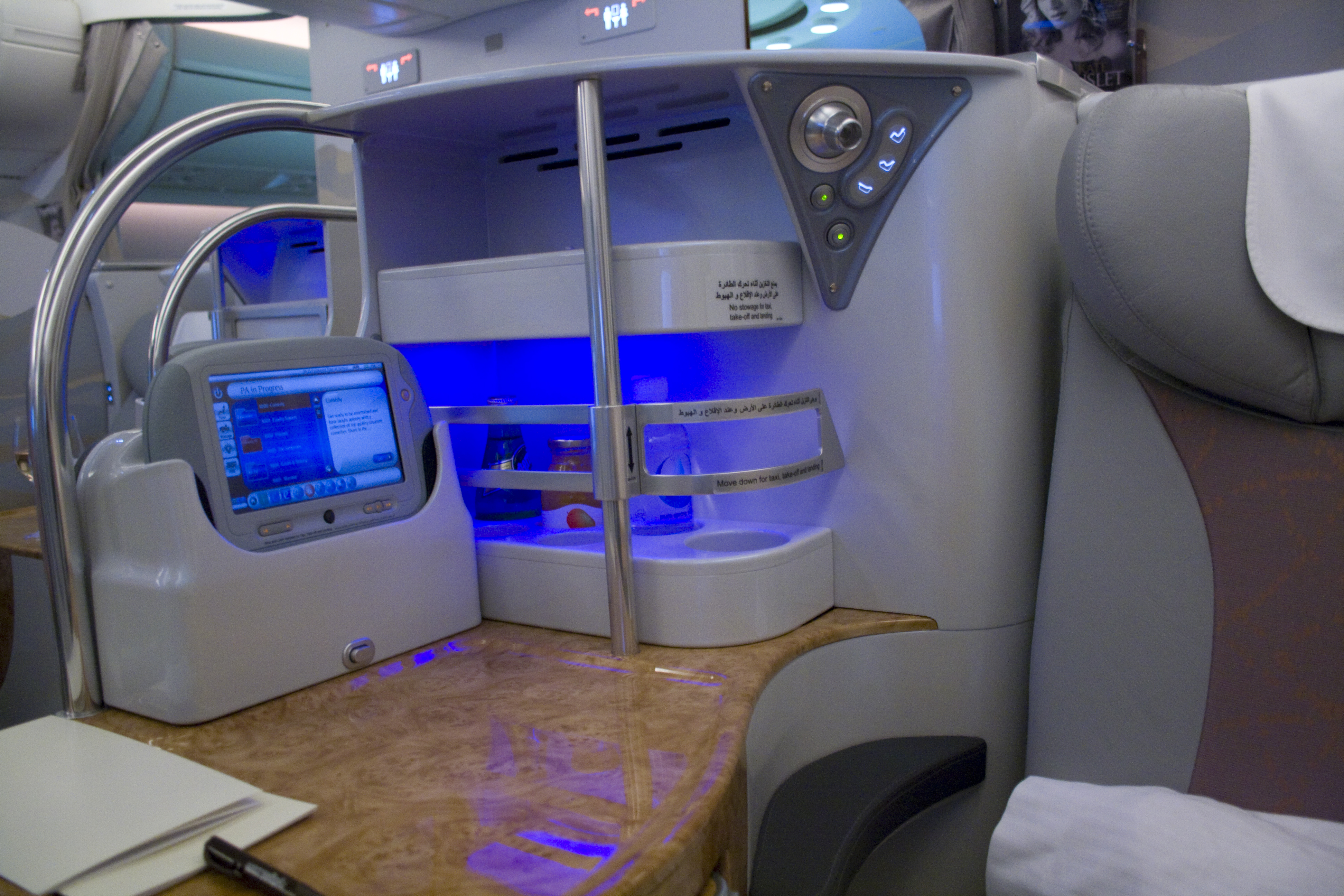
Самолётные места бизнес-класса предусматривают больше пространства, комфорта и дополнительных опций, чем обычные (фотография сделана на борту лайнера авиакомпании Эмирейтс)

Участников рынка делового туризма можно условно разделить на клиентов/заказчиков (предприниматели, компании, НКО и НПО, госсектор), посредников (агентства делового туризма, туристические специалисты, консультанты, ассоциации, организующие конференции и тому подобные) и поставщиков туристических услуг.
К поставщикам относятся:
1. Авиакомпании;
2. Железнодорожные перевозчики;
3. Компании по прокату автомобилей;
4. Гостиницы и иные средства размещения деловых туристов;
5. Круизные компании;
6. MICE-площадки;
7. Организаторы трансфера (например, CarTrawler, i’way, A2B, Blacklane, GetTransfer);

и прочие.
Взаимодействие корпоративных клиентов и поставщиков осуществляется в процессе туристических закупок, путём проведения конкурсных заявок и переговоров с последующим заключением договоров. Классической схемой являются трёхсторонние сделки: клиент → агентство делового туризма → поставщик. Помимо этого, многие поставщики напрямую предлагают корпоративным клиентам особые условия и скидки, в том числе в рамках программы лояльности.
В 2014 году 63,2 % компаний в России заключали прямые корпоративные договоры с авиаперевозчиками, 86,8 % — с гостиницами. При выборе средства размещения корпоративные покупатели ориентируются в первую очередь на требования туристической и/или отдельно разработанной гостиничной программы, финансовые ограничения и категорию гостиницы.
Бронирование услуг делового туризма осуществляется через агентство делового туризма (Travel Managment Company, TMC), которое взимает за транзакцию сервисный сбор и/или через корпоративную онлайн-платформу для организации и управления командировками (online booking tool, OBT). В числе основных преимуществ OBT — автоматизация всех процессов (от подтверждения расходов до контроля за соблюдением корпоративной туристической политики и отчётности) и минимизация издержек (прежде всего, временных и административных, но также финансовых — за счёт снижения стоимости транзакции).
Уровень внедрения и использования OBT (так называемый adoption rate) в России на 2014 год был сравнительно низким — 52,7 %. При этом лишь 13 % компаний проводили через онлайн-инструмент более 80 % транзакций, тогда как больше половины организаций совершали через него только 10 % бронирований. В совокупности доля компаний, чей уровень автоматизации всех процессов более 50 %, не превышал в России 38 %.
Каналом продаж для поставщиков и каналом бронирования для агентов, ТМС и корпоративных покупателей служат глобальные системы сбыта (global distribution system, GDS). Для сбыта авиауслуг ИАТА разработала новый стандарт NDC (New Distribution Capability, буквально «новые дистрибутивные возможности»), призванный обеспечить более адресное и персонифицированное обслуживание, доступ к наиболее полной и точной информации и всем дополнительным услугам перевозчиков, а также более контролируемое бронирование с высоким уровнем соответствия требованиям корпоративного клиента.
Примером реализации принципов открытого бронирования в туристической политике служит корпорация Google: с 2008 года её сотрудники могут самостоятельно искать выгодные предложения и заказывать авиабилеты, номер в гостинице и другие услуги (при условии, что установленные туристической программой финансовые пределы не превышаются). При этом компания располагает собственной системой для сбора всей необходимой информации и отслеживания данных (в частности, как и куда передвигается деловой турист, где и как долго живёт и т. п.)
Самостоятельные деловые путешественники обычно прибегают к услугам ОТА (online travel agency — онлайн туристическое агентство), преимущества которых заключаются в удобстве, доступности, наличии круглосуточной службы поддержки на родном языке и бесплатных мобильных приложений.
Всё больше деловых путешественников в Европе для поиска гостиниц обращаются к услугам систем сравнения цен по ценникам гостиниц. С 2015 по 2017 год число запросов по фразам «direct booking» и «hotel products direct» в Google.Trends выросло на 200 %. Бронирование номера и его подтверждение происходит не в системе бронирования, а на официальном сайте гостиницы.

## Образование и подготовка кадров
В России и за рубежом будущие туристические менеджеры, сотрудники ТМС и другие участники рынка делового туризма получают необходимые знания и навыки преимущественно в форме дополнительного профессионального образования, благодаря профильным программам и курсам, так как на уровне вузов нет возможности получить образование именно по специальности «Бизнес-туризм». При этом многие российские учебные заведения предлагают более общие направления «туризм», «менеджмент в туризме», «технология и организация услуг в международном туризме», или, напротив, более узкие — «гостиничное дело», «гостиничный и туристический бизнес» и т. п.
Организаторами образовательных курсов и курсов повышения профессиональной квалификации в данном случае выступают отраслевые ассоциации — международные ACTE и GBTA, национальные и местные, — а также крупные ТМС и иные профильные организации.

## Технологии
Современные цифровые технологии настолько активно внедряются в сферу делового туризма (как и туризма в целом) и так сильно её видоизменяют, что всё это направление получило специальное название TravelTech. В настоящее время большинство российских и иностранных поставщиков, в первую очередь авиаперевозчиков, гостиничных операторов, систем бронирования, а также агентств, предлагают пользователям онлайн-инструменты управления деловыми поездками. Существует также отдельная, сравнительно новая для рынка, категория компаний-разработчиков нейтральных онлайн-инструментов организации деловых поездок, предназначенных для взаимодействия компаний-заказчиков, агентств и поставщиков услуг (Smartway, Corteos, Concur, KDS, Sabre, Starliner, Raketa.travel и другие). Преобладающая часть таких платформ имеет собственное мобильное приложение. По данным опроса АБТ-ACTE Russia, в 2015 году в 84,2 % компаний в России приложения для мобильных устройств не использовали ни туристические менеджеры, ни сами деловые путешественники.
Социальные медиа в индустрии делового туризма служат цифровым каналом, позволяющим выполнять сразу несколько функций: 1) проводить маркетинговые исследования, отслеживать предпочтения и интересы деловых путешественников; 2) поддерживать отношения с клиентами и управлять деловой репутацией, настроить «обратную связь»; 3) продвигать информацию об услугах и продуктах, осуществлять интернет-брендинг.
Ещё одна актуальная ИТ-проблема для сферы делового туризма — «большие данные» (big data): огромные массивы различной информации, которые невозможно обрабатывать привычными способами. Между тем, консолидация и эффективное стратегическое управление «большими данными» способно решать широкий спектр задач: предоставить более точные данные о деловом путешественнике, его привычках, модели поведения, интересах; отслеживать и прогнозировать уровень расходов и соответствие; оценивать риски и принимать более точные и финансово выгодные решения; добиваться лучших условий и тарифов в процессе переговоров с поставщиками и прочее.
К источникам big data в деловом туризме относятся, помимо прочего, социальные сети (активность клиента, просмотренные страницы и видео, оставленные комментарии и отзывы), транзакции (платёжные поручения, счета, выписки, квитанции и иная финансовая документация), автоматические данные (показания датчиков, камер, технического оборудования и тому подобное) — то есть полный сбор потенциальной информации о клиенте.

## Платёжные решения
Многие глобальные ТМС и GDS вступают в стратегическое партнёрство с ИТ-поставщиками для разработки платёжных решений специально для отрасли делового туризма. Помимо этого, особые возможности для оплаты туристических услуг предлагают непосредственно поставщики платёжных решений и финансовые организации. В числе крупных игроков на этом рынке — специализирующаяся на сегменте делового туризма компания AirPlus International, финансовая корпорация American Express (AmEx) и международный банк Citibank.
В России из этой тройки только у клиентов AmEx есть возможности для оплаты услуг делового туризма.
В настоящее время в индустрии делового туризма пользуются популярностью следующие платёжные решения:
- Корпоративные карты. В 2014 году свыше 65,7 % компаний в России использовали их для оплаты услуг поставщиков, что было обусловлено удобством, наличием льготного периода кредитования (если карта кредитная, а не дебетовая), возможностью ставить ограничения по видам транзакций, консолидацией выписок и расширенной отчётностью, а также оперативным доступом к данным о всех туристических расходах[58].
- Централизованный тревел-аккаунт. Предполагает наличие единого корпоративного счёта (lodge-карты, lodge-аккаунта), который позволяет компании получать максимально детализированные данные по каждой транзакции, эффективно управлять расходами, консолидировать инвойсы и отчётность[59]. Это платёжное решение получило большее распространение в США и Европе; его предлагают Citi (продукт CTA — Central Travel Account), MasterCard (Central Travel Solution), AmEx (BTA — Business Travel Account), Bank of America Merrill Lynch, JPMorgan Chase (в сотрудничестве с AirPlus[англ.]) и другие[59]. На российском рынке с 2009 года представлен рублёвый продукт BTA от АmEx[60].
- Виртуальная кредитная карта (virtual credit card, VCC). Представляет собой 16-значный номер, который генерируется только в момент совершения транзакции и только для оплаты этой транзакции, после чего аннулируется. Это избавляет компании от необходимости заводить корпоративные карты для сотрудников, а деловым путешественникам позволяет не брать в командировку пластиковую карту или наличные, что минимизирует риск мошенничества или кражи[61]. Кроме того, таким образом достигается максимальный контроль над туристическими расходами: компания может устанавливать ограничения на использование VCC (только для оплаты конкретных предпочтительных поставщиков, только в рамках определённого бюджета и тому подобное), что гарантирует соблюдение корпоративной туристической политики[61].

## Индустрия корпоративных мероприятий

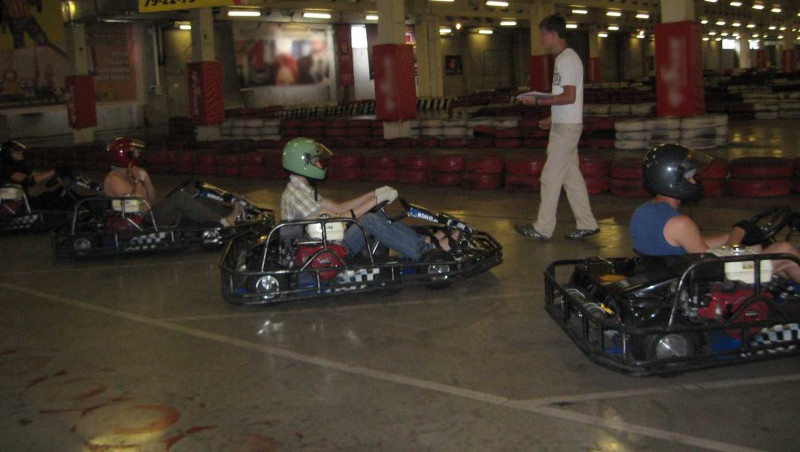
Пример корпоративного мероприятия (инсентива) — езда на картах

С деловым туризмом непосредственно связана также сфера корпоративных мероприятий и встреч — MICE (от Meetings, Incentives, Conferences, Exhibitions).
К крупнейшим в мире MICE-выставкам относятся IBTM (IBTM World, IBMT Arabia, IBTM Africa, IBTM America, IBTM China, IBTM India, AIME в Азиатско-Тихоокеанском регионе и IMEX (IMEX America, IMEX in Frankfurt).
По оценке Pacific World Destination Index, наиболее популярными MICE-направлениями по итогам 2014 года стали Италия, Франция и ОАЭ (в регионе EMEA), Южная Корея, Индонезия и Гонконг (в Азии).
По данным отчёта ICCA Statistics Report, составленного Международной ассоциацией конгрессов и конференций (International Congress and Convention Association, ICCA), в 2014 году наибольшее число корпоративных мероприятий было проведено в Париже — 214. В двадцатку городов вошли также Вена (202 MICE-события), Мадрид (200), Берлин (193), Барселона (182), Лондон (166), Сингапур (142), Амстердам (133), Стамбул (130), Прага (118), Брюссель (112), Лиссабон (109), Копенгаген (105), Пекин (104), Сеул (99), Гонконг (98), Будапешт и Рим (по 97), Стокгольм (95), Тайбэй (92). В Москве в 2014 году было проведено 32 деловых мероприятия — это 74-е место в мире и 38-е — в Европе. В 2013 году столица России занимала 68-е место в мире и 33-е — в Европе (34 мероприятия).
Среди стран лидерство в 2014 году удерживали США (831 MICE-мероприятие). Оставшиеся позиции в двадцатке лидеров занимали Германия (659), Испания (578), Великобритания (543), Франция (533), Италия (452), Япония (337), КНР (332), Нидерланды (307), Бразилия (291), Австрия (287), Канада (265), Австралия (260), Швеция (238), Португалия (229), Швейцария (226), Южная Корея (222), Аргентина (191), Турция (190) и Бельгия (187). Россия в рейтинге ICCA Statistics Report 2014 заняла 42-ю позицию в мире и 22-ю — в Европе (76 мероприятий); годом ранее находилась на 40-м месте в мире, 21-м — в Европе (83 MICE-события).
Российский MICE-рынок сравнительно молод и активно развивается. Согласно результатам опроса АБТ-ACTE Russia (2015), свыше половины — 56,4 % — компаний в России пользовались услугами специализированного MICE-агентства для организации корпоративных мероприятий. При этом 42,3 % было достаточно одного агентства, 19,2 % обращались к двум, а 38,5 % — сразу к трём и более поставщикам. По итогам 2023 года этот сегмент вырос в России на 30 %, до 827 млрд рублей, а по итогам 2024 года эксперты ожидали роста до 1 трлн руб.

## Отраслевые мероприятия
Помимо MICE-выставок, в Лондоне проходят две ежегодные выставки, посвящённые исключительно сфере делового туризма: Business Travel Show (BTS) и The Business Travel Conference (TBTC). BTS привлекает свыше 6,5 тысяч посетителей со всей Европы, услуги и продукты представляют более 250 поставщиков, включая авиакомпании, гостиницы, компании по прокату автомобилей, железнодорожных перевозчиков, ТМС, ассоциации, поставщиков платёжных решений, GDS и других. TBTC включает в себя конференцию и профессиональные рабочие встречи и семинары (наглядные демонстрации), выставку товаров и услуг 60 ведущих поставщиков делового туризма, а также гала-ужин. Число делегатов, участвующих в TBTC, принципиально ограничено до 200 в целях обеспечения более плотного общения, налаживания деловых контактов и предпринимательства.
Отдельно для делового туризма предназначен один из модулей программы крупнейшего международного туристического конгресса ITB Berlin Convention, собирающего в Берлине порядка 22 тысяч участников. Этот модуль носит название ITB Business Travel Days, и в его рамках организуются образовательные сессии, лекции и практико-ориентированные воркшопы для туристических менеджеров.

## Список литературы
- Beaverstock, Jonathan; Derudder, Ben; Faulconbridge; Witlox (2012), International Business Travel in the Global Economy, Ashgate Publishing, ISBN 9781409488439
- Business Travel & Tourism, by John Swarbrooke and Susan Horner, 2001
- Davidson, Rob; Cope, Beulah (2003), Business Travel: Conferences, Incentive Travel, Exhibitions, Corporate Hospitality, and Corporate Travel, Pearson Education, ISBN 9780582404441
- Freeman, R. E. Strategic Management: A stakeholder approach. Boston: Pitman. 1984.
- Maarten Vanneste. Meeting Architecture, manifesto. CMM. 2008
- Strategic Management for Travel & Tourism by Nigel Evans, David Campbell, George Stonehouse
- Swarbrooke, John; Horner, Susan. Business Travel and Tourism (англ.). — Routledge, 2012. — 384 p. — ISBN 9781136423062.
- Гасиев М. Основы делового туризма и индустрии MICE в России и за рубежом: сравнение и тенденции.// Деловой туризм и индустрия MICE в России и за рубежом: основы, понятия и тенденции (практический опыт). М. 2004.
- Папирян Г. А. ГЛАВА 4. Деловой туризм // Маркетинг в туризме. — Москва: Финансы и статистика. — 160 с.
- Холден Найджел Дж. Кросс-культурный менеджмент. Концепция когнитивного менеджмента. М. 2005.